# إسطوانة هيدروليكية

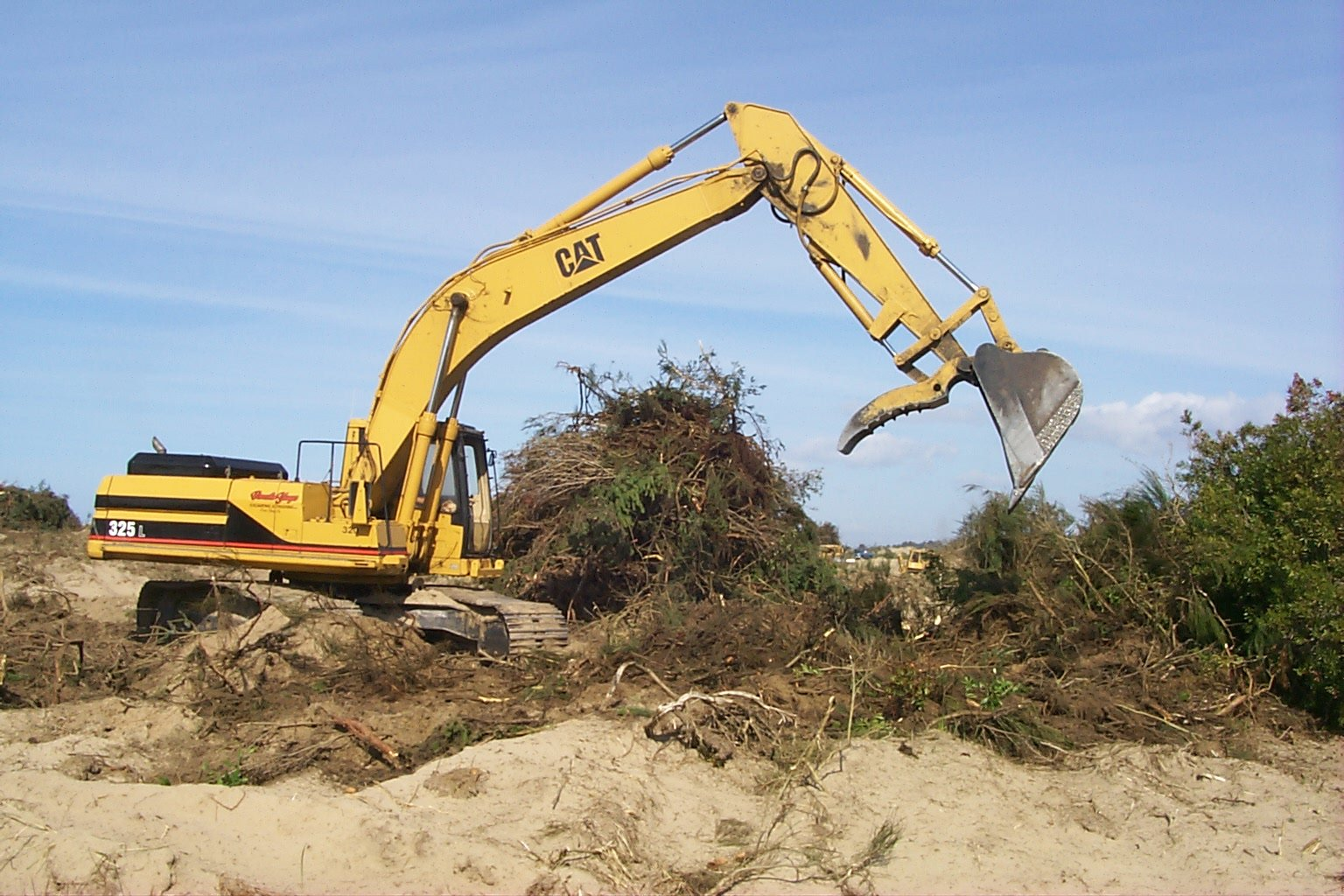
حفارة تحتوي على اسطوانات هيدروليكية

الأسطوانة الهيدروليكية أو دافعة (وتسمى أيضًا المحرك الهيدروليكي الخطي) مشغل ميكانيكي يستخدم لتوليد قوة في اتجاه واحد من خلال شوط أحادي الاتجاه. لها العديد من التطبيقات ، ولا سيما في معدات البناء (المركبات الهندسية) ، وتصنيع الآلات ، والهندسة المدنية.
يمكن تشبيه مبدأ عملها بالإبرة الطبية فكما في الإبرة يتكون المكبس الهيدروليكي من أسطوانة غير ملحومة (ماسورة) بها مكبس ويحاط هذا المكبس بموانع التسريب لكي يقسم حجرة الضغط إلى قسمين. تتم الحركة عن طريق مبدأ ضغط الموائع حيث يتدفق المائع في حجرة الضغط (غالبا ما يكون المائع زيت) فيضغط على المكبس مما يؤدي إلى حركته.الإبرة الطبية هي نظام عكسي حيث عند الضغط يخرج المائع.

## الاستخدمات
تستخدم الأسطوانات الهيدروليكية بشكل أساسي في معدات الحفر الثقيلة. كما تستخدم على نطاق واسع لرفع الأشياء الثقيلة في الصناعة. هذا الجهاز هو جزء لا يمكن الاستغناء عنه في كل نظام هيدروليكي.